# Suzuki Wagon R
El Suzuki Wagon R/Wagon R+ es un automóvil del segmento A producido por el fabricante japonés Suzuki desde el año 1993, hasta hoy día. El Wagon R/R+ ha pasado por varias modificaciones de cara a lo largo de su existencia. 

## Características Generales
La Wagon R es un vehículo versátil y económico enmarcado en la línea de minivans, con toda la comodidad de un camioneta pero todo el ahorro de gasolina de una moto, siendo un vehículo rápido en autopista; que se mantiene sobre los 130 km/H, destacando su bajo consumo de combustible. Las motorizaciones en las versiones a gasolina (según la norma japonesa kei car) son de 657cc sin turbo y llegando también hasta el 1.3 litros con turbocompresor y 95 HP.
Entre sus defectos destaca el típico defecto de un Suzuki la amortiguación en la parte trasera que resulta algo dura; y vibra mucho con el paso sobre baches o desniveles, sin embargo los puestos delanteros gozan de la comodidad y la suspensión de un vehículo japonés. 
En Sudamérica fue distribuido por Chevrolet, filial de la GMC, y ensamblado únicamente en la planta de esta automotriz en Bogotá, Colombia, hasta que fue desplazada por los costos elevados de importación del CKD proveniente del Japón.

## Suzuki Wagon R

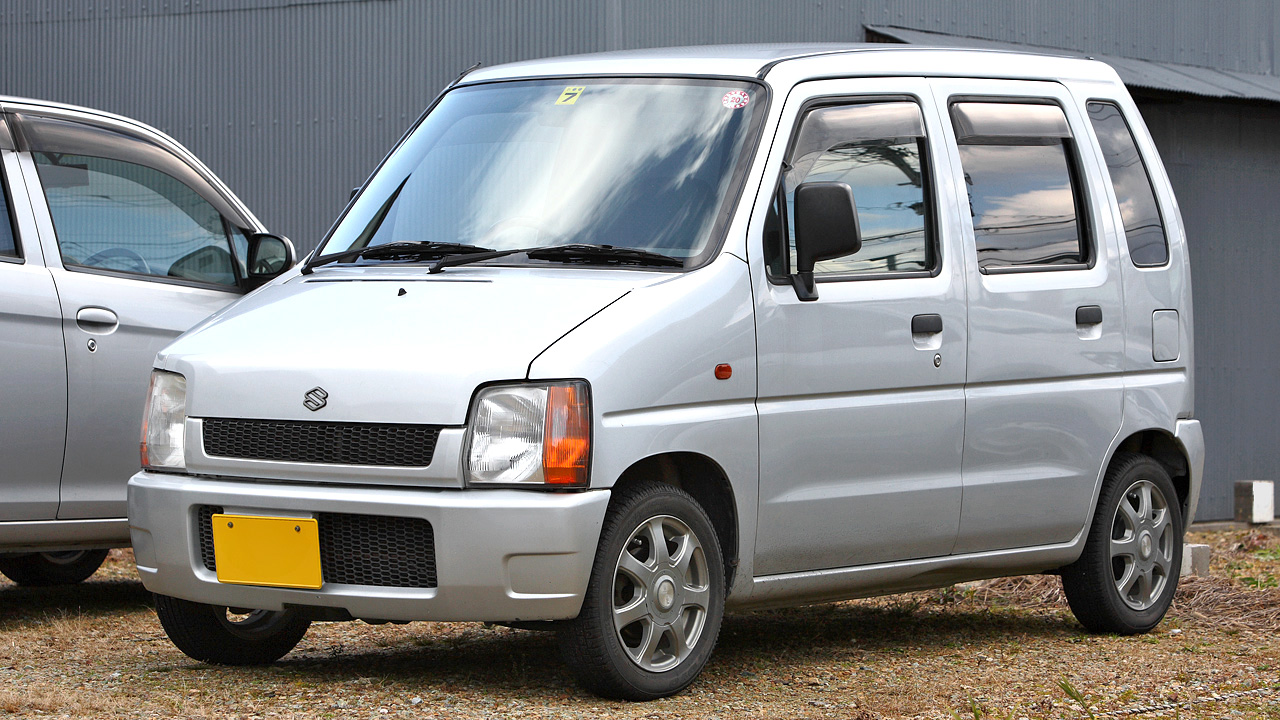
Suzuki Wagon R (1993-1998)
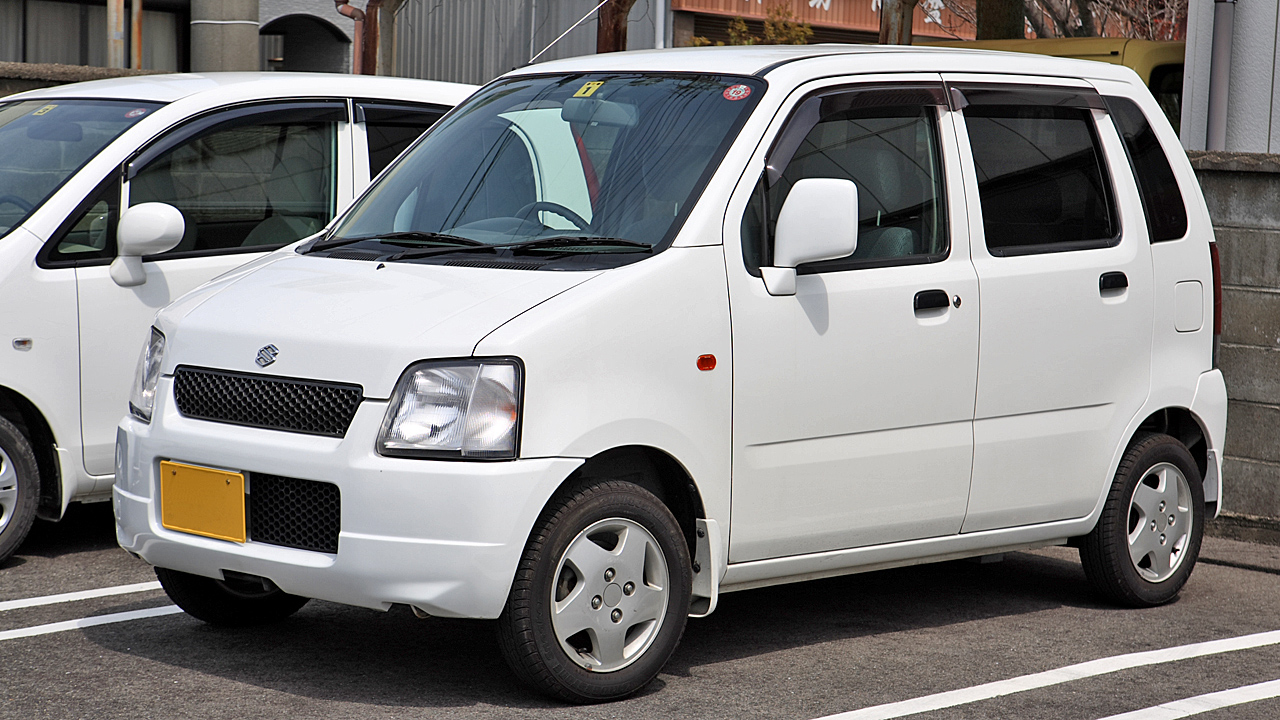
Suzuki Wagon R (1998-2004)
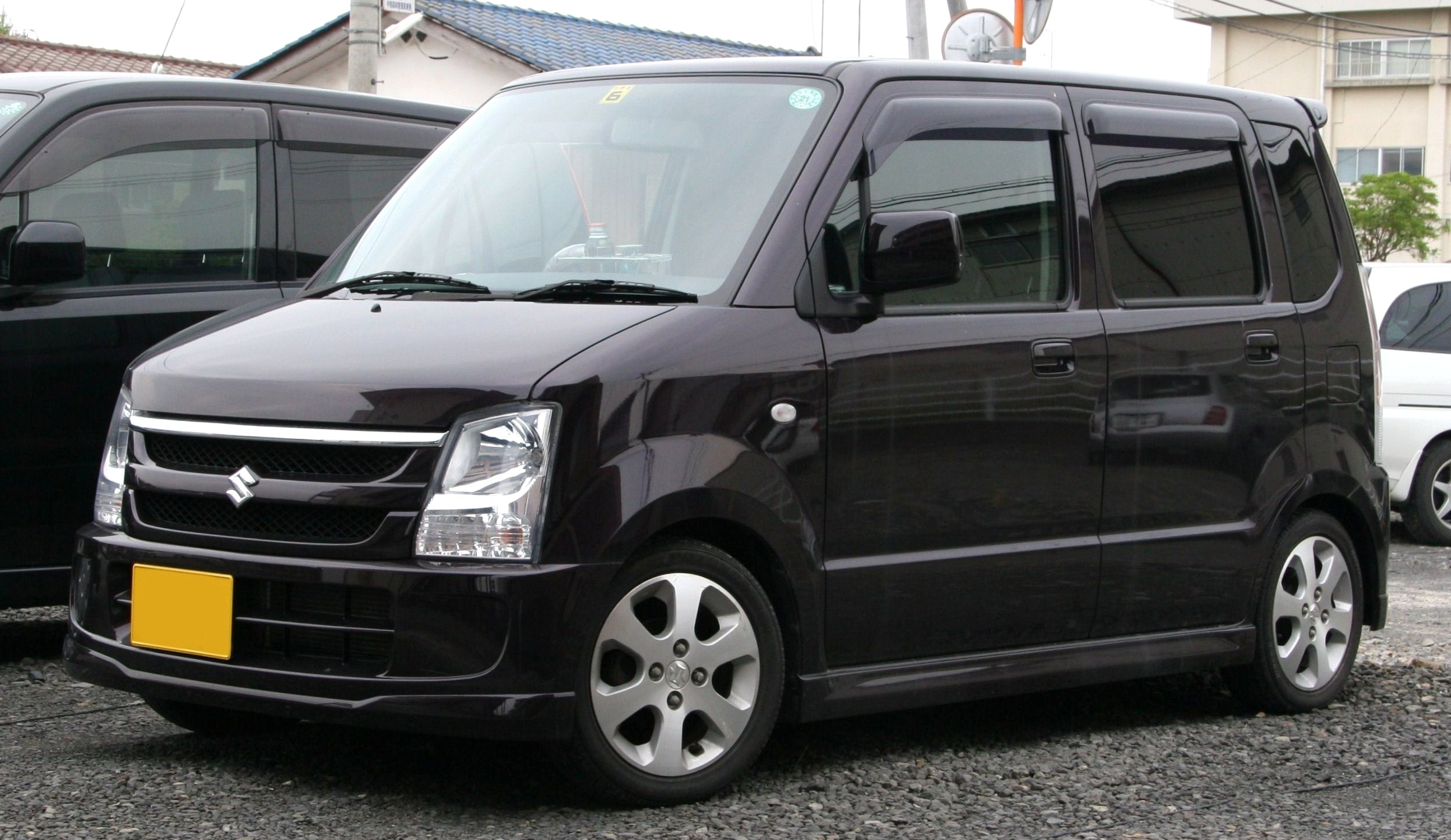
Suzuki Wagon R (2004-2008)
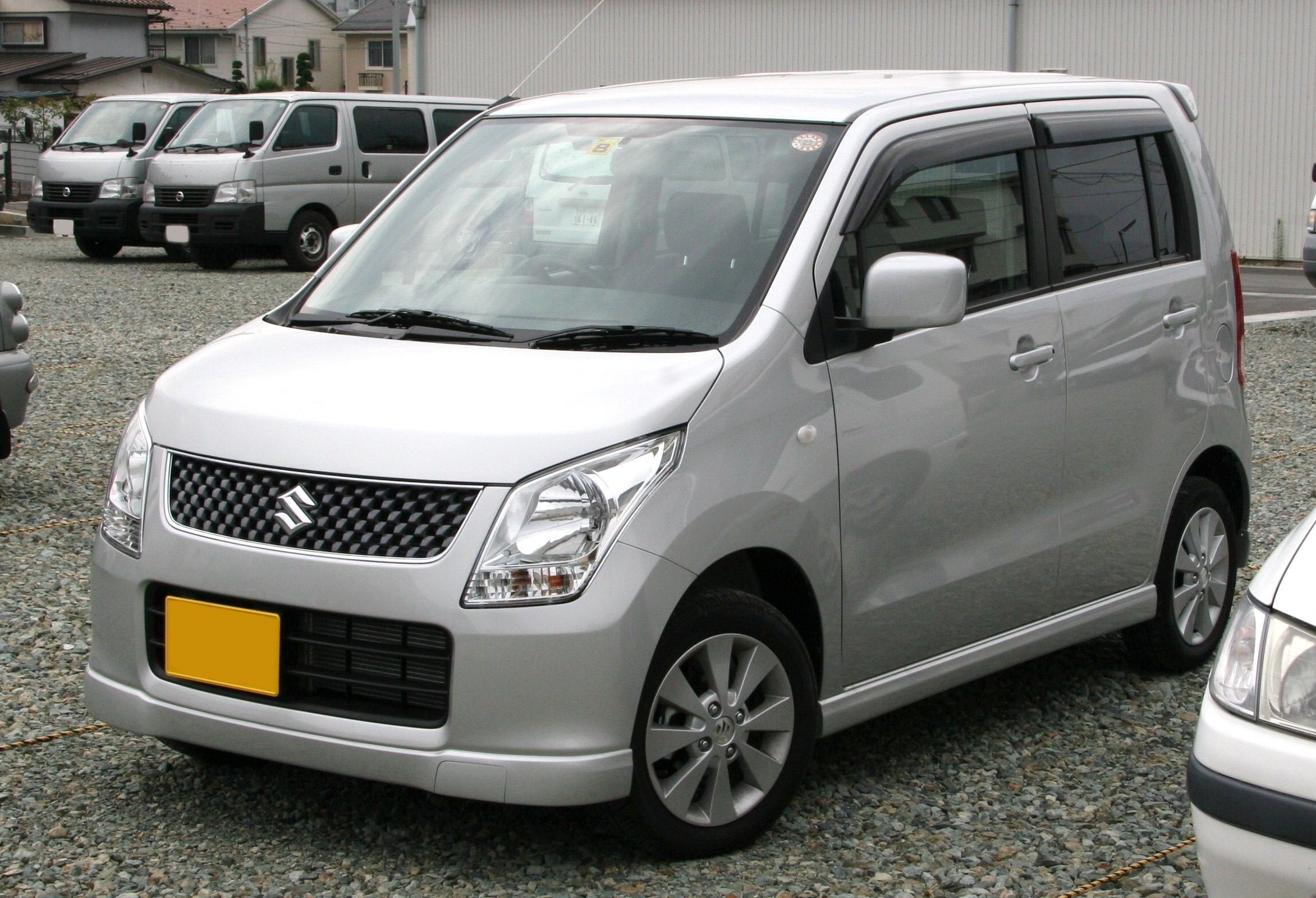
Suzuki Wagon R (2008-2013)
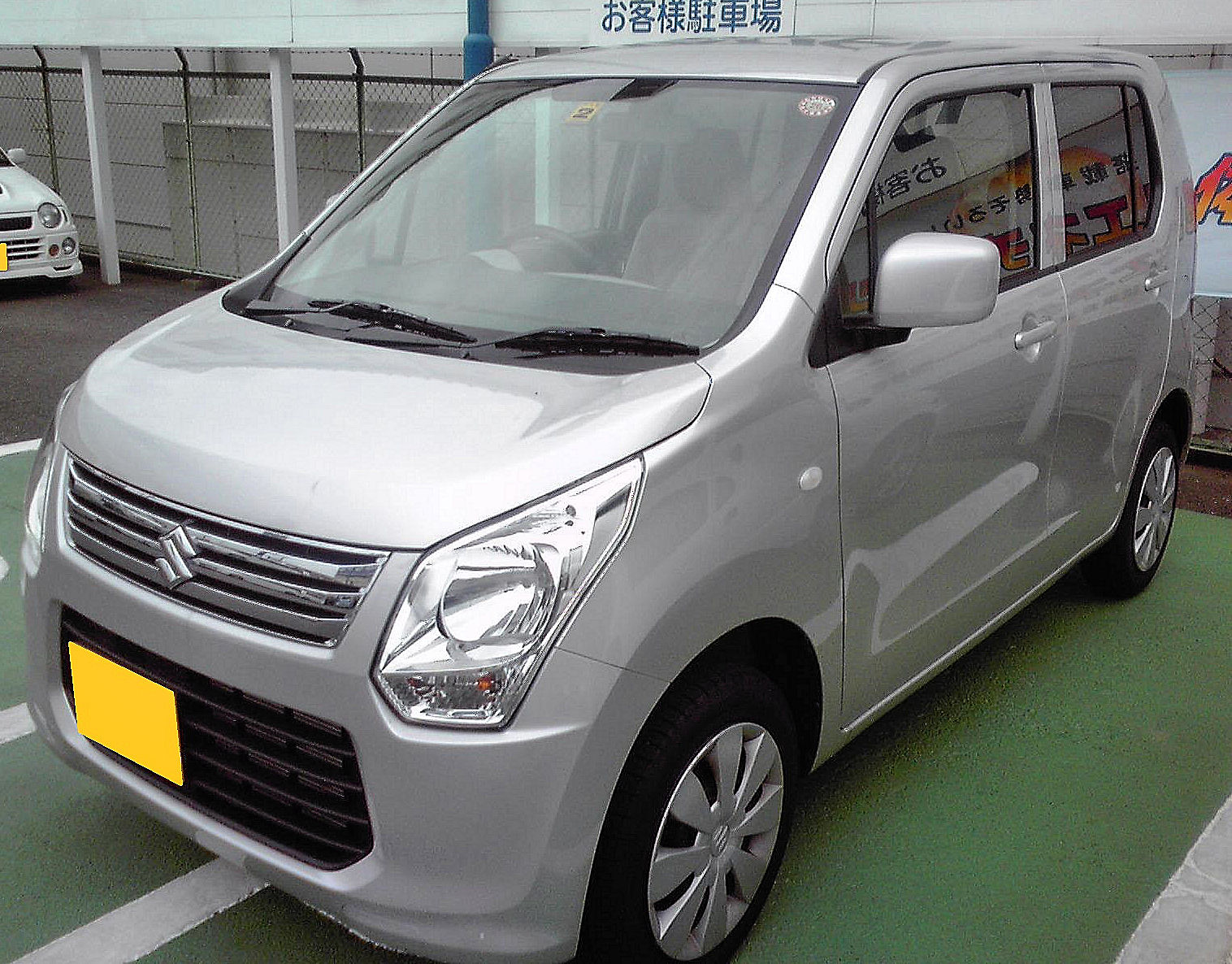
Suzuki Wagon R (2013-presente)

## Suzuki Wagon R+

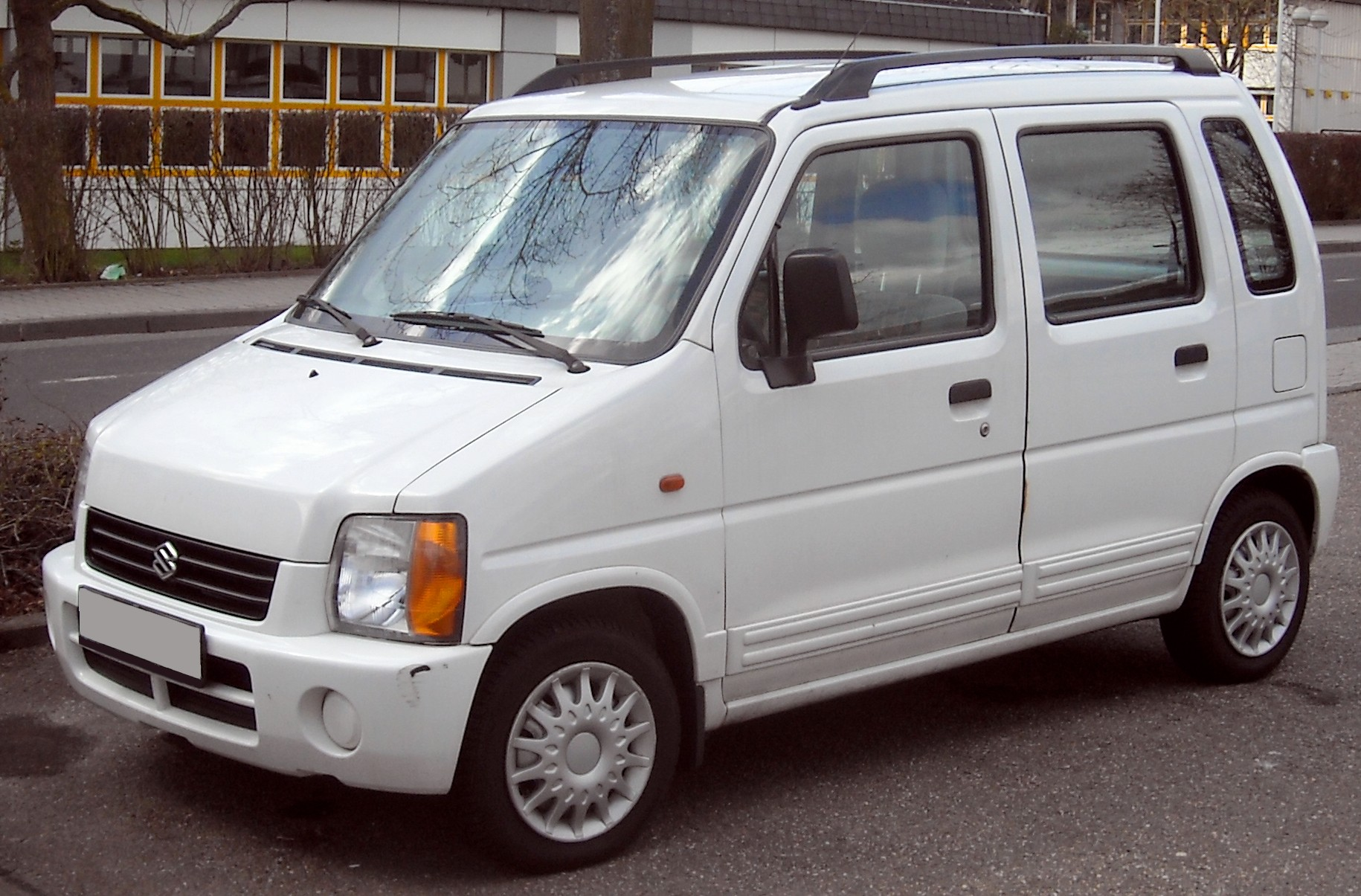
Suzuki Wagon R+ primera generación
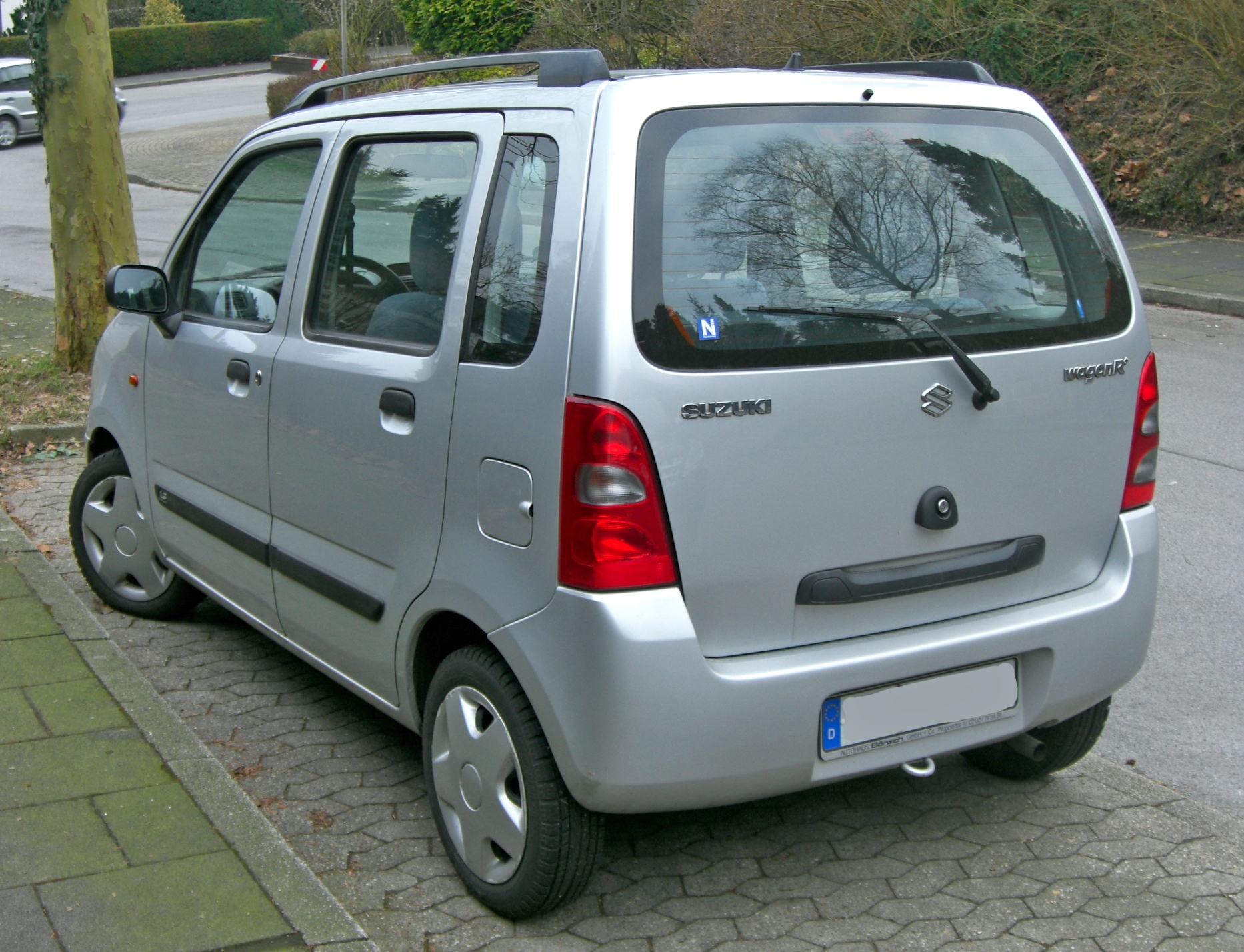
Suzuki Wagon R+ segunda generación ( modelo compartido con la primera generación del Opel agila )

- Datos: Q153108
- Multimedia: Suzuki Wagon R / Q153108